# Damià Campeny i Estrany

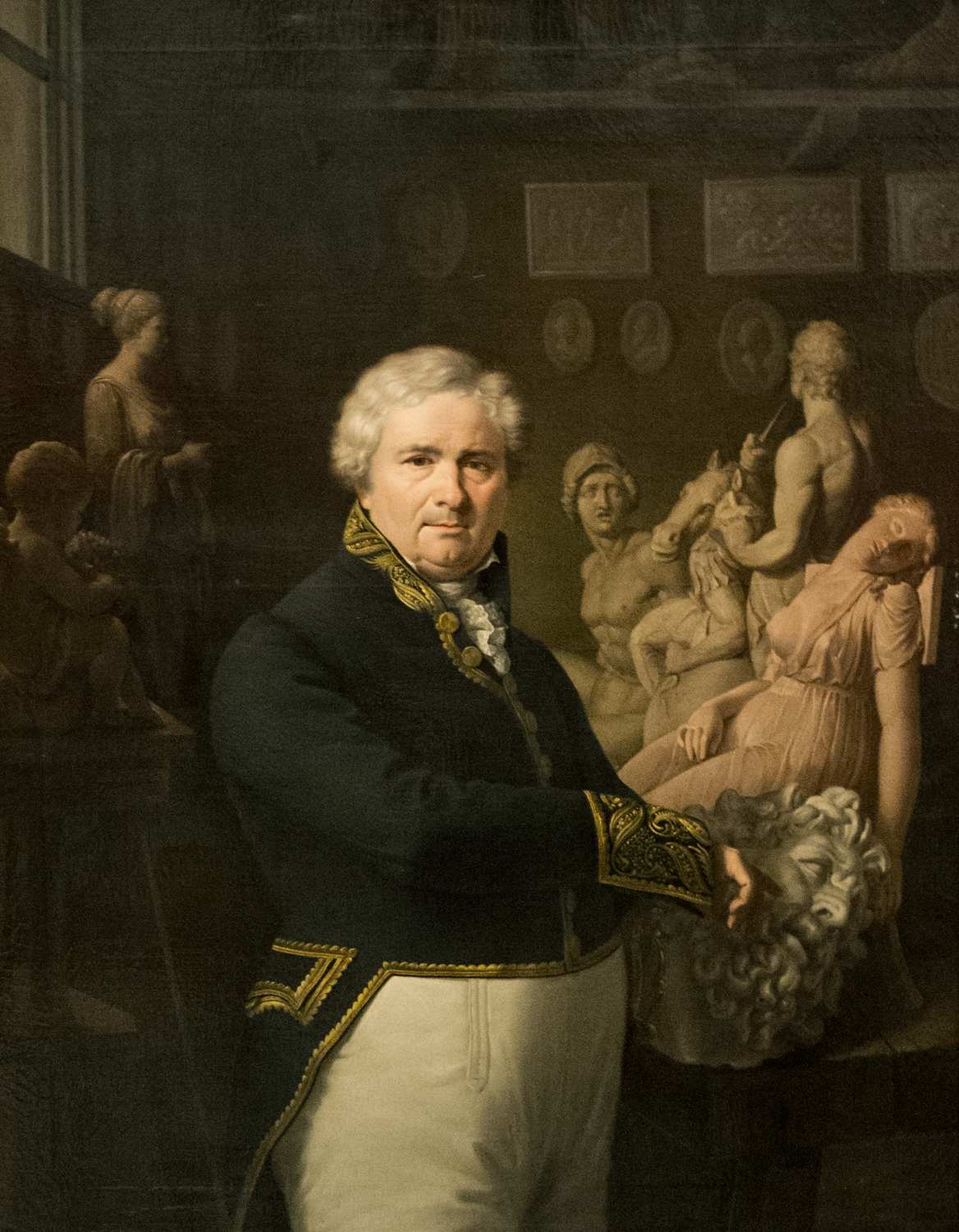
Porträt von Damià Campeny i Estrany von Vicenç Rodés i Aries (um 1838)

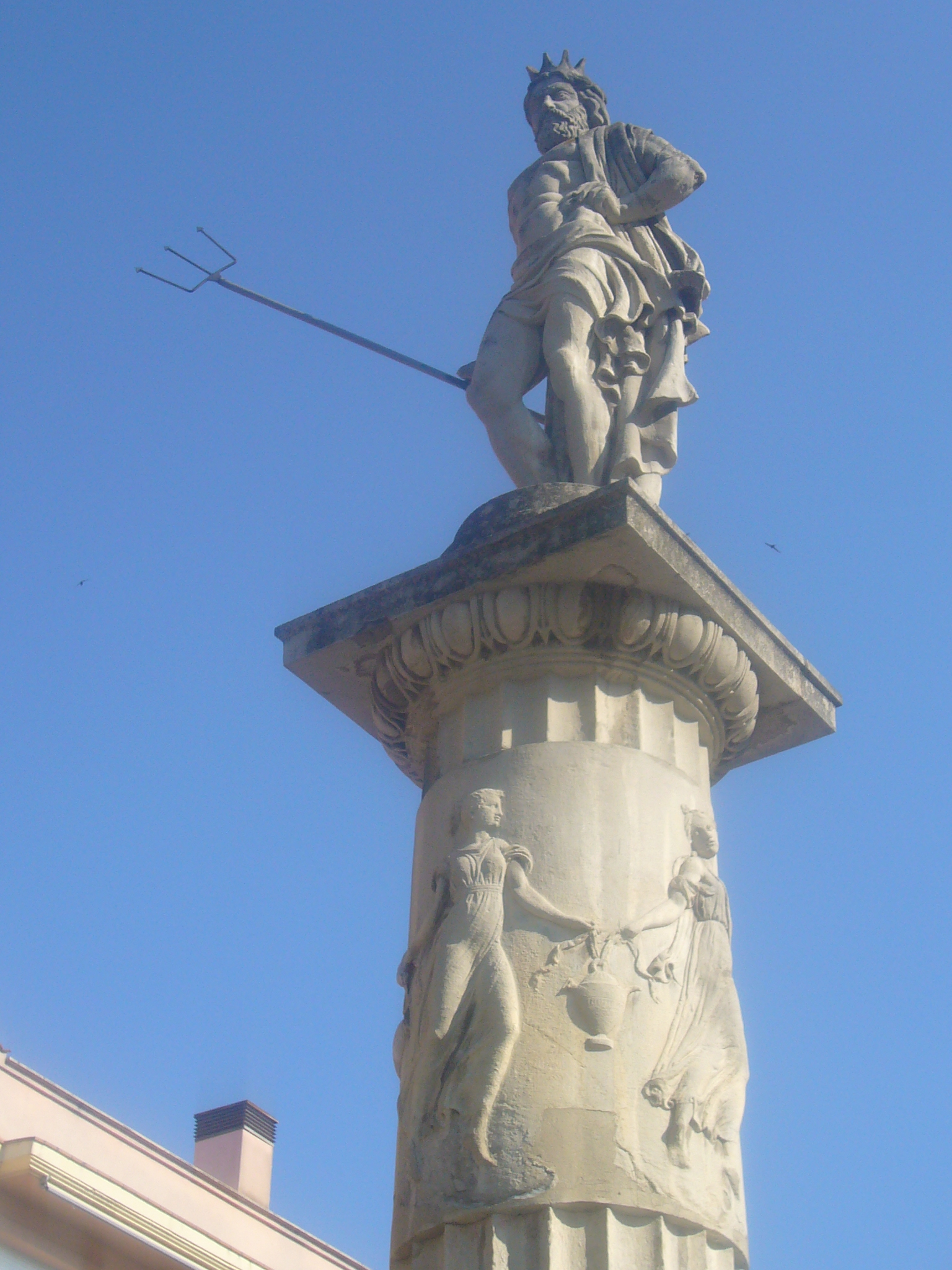
Der Neptunbrunnen in Igualada

Damià Campeny i Estrany, auch Damià Campeny i Estany und Damià Campeny (* 1771 in Mataró; † 1855 in Barcelona), war ein herausragender katalanischer Bildhauer des Klassizismus. Er schuf vorwiegend Werke mit mythologischen Motiven. Mit Campenys Werk hatte die katalanische Kunst wieder Anschluss an die avantgardistische Ästhetik im Europa des frühen 19. Jahrhunderts gefunden.

## Werk und Leben
Campeny wurde als Sohn eines Schusters in Mataró geboren. Dort lernte und arbeitete er vier Jahre lang in der Skulpturenwerkstatt von Salvador Gurri. Er siedelte nach Barcelona um und arbeitete zusammen mit Pere Pau Muntanya an dem neoklassischen Palast „Duana Nova“. Muntanya führte ihn dann in der „Escola de la Llotja“, der Kunstakademie in Barcelona ein. Wegen seines überschießenden Temperamentes wurde er aber von dieser Kunstakademie verwiesen. 1796 bewilligte ihm die „Junta de Comerç“, die Handelskammer von Barcelona, aufgrund seiner großen Begabung ein Stipendium für ein Kunststudium in Rom. Während er noch auf die Zuteilung des Stipendiums wartete, schnitzte er Holzfiguren im barocken Stil wie den „Heiligen Bruno“ für die „Cartoxa de Montalegre“ (Kartause von Montalegre), den „Heiligen Vinzenz von Paul“ und den „Heiligen Jakob“ für Kirchen in Mataró. 1797 ging Campeny zum Studium an die „Accademia di San Luca“ in Rom. Dort befreundete er sich mit dem Bildhauer Antonio Canova. Er arbeitete für die vatikanischen Werkstätten und startete die Produktion einer Serie von hochbedeutenden Werken: Den „Herkules Farnesi“ und „Neptun“ beide in Bronze schuf er für die Botschaft des spanischen Königshauses in Rom. Der Handelskammer in Barcelona ließ er verschiedene Reliefs zukommen wie „Die beim Baden überraschte Diana“ und „Sisera im Zelt von Jahel“. Die Handelskammer verlängerte aufgrund der hohen künstlerischen Qualität dieser Werke Campenys Stipendium. 1803 sandte er an die „Academia de San Fernando“ in Madrid zwei Werke; 1804 ließ er der Handelskammer in Barcelona die Statuen „Sitzende Lukretia“ und „Kleopatra“ zukommen. Die „Sitzende Lukretia“ gilt heute als eines der bedeutendsten Werke Campenys. 1805 schuf er eine grandiose Tischskulptur für den Botschafter Karls IV. in Rom.
1815 kehrte Campeny zurück nach Barcelona; er wurde dort sofort zum Professor für Skulptur an der Llotja ernannt. 1819 wurde er Direktor der Skulpturabteilung. 1840 erhielt er das Angebot, die Gesamtleitung der Llotja zu übernehmen. Dieses Angebot lehnte er jedoch ab. Campeny arbeitete in Werken wie der „Sant Enterrament“ (Heiligen Grablegung) für die Kunsthändler in Barcelona mit leichten Materialien wie Holz, Karton und Kork. Der Handelskammer gegenüber verpflichtete sich Campeny, seine besten Marmorskulpturen ebendieser Handelskammer zu überlassen. Im Gegenzug erhielt er dafür eine lebenslange Pension in Höhe von 9000 Reals. 1819 überließ Campeny der „Academia de San Fernando“ in Madrid eine wichtige Kollektion von Werken in Gips, darunter das „Opfer der Nymphe Kallirrhoë“. Campeny wurde hierauf zum Ehrenmitglied und Ehrenskulpteur dieser Akademie ernannt. 1850 wurde Campeny auch als Mitglied in die „Akademie der Schönen Künste“ in Barcelona berufen.
In seinem Spätwerk überwiegen religiöse Motive. Bemerkenswert aus der Spätphase ist der „Neptunbrunnen“ (1832) in Igualada, die Leitung der bildhauerischen Dekoration am Gebäude Porxos d’en Xifré (1836) in Barcelona, dem späteren Wohnhaus Pablo Picassos und die Statue von „Galcerà Marquet“, einem mittelalterlichen Vizeadmiral und katalanischem Chronisten, ebenfalls in dieser Stadt.
In all seinen Werken hielt sich Campeny strikt an die Gesetze des Klassizismus. Campeny gilt als einer der besten klassizistischen Bildhauer. Mit ihm fand die katalanische Kunst Anschluss an die avantgardistische Ästhetik der Zeit.